# Кодорский перевал
Кодо́рский (или Кадо́рский) перевал (груз. ყადორის უღელტეხილი — Кадорис угелтехили) — горный перевал через Главный Кавказский хребет, соединяющий долину верхнего течения Андийского Койсу (в Цунтинском районе Дагестана) и долину Алазани (в Грузинской Кахетии). Высота — 2365 м.
Протекают реки: Метлюта, Хуфри, Сокори, Инцоба, Алазани.